# Ratusz w Rogoźnie
Ratusz w Rogoźnie – budynek miejski w stylu późnoklasycystycznym na dawnym rynku Nowego Miasta (obecnie Plac Karola Marcinkowskiego).
Wcześniejszy budynek ratusza spłonął w 1822 roku. Budowniczym nowego, z lat 1826–1828, był mistrz murarski Friedrich Steck. Ratusz był kilkukrotnie rozbudowywany i modernizowany: w latach 1911-1913 powstało dodatkowe skrzydło, a w 1914 został połączony ze wschodnią częścią (zachowały się oryginalne drzwi z 1914). W 1932 na dachu mieszczono drewnianą wieżyczkę obitą blachą, a w latach 70. XX wieku przeprowadzono modernizację.
Od 1968 ratusz figuruje w ogólnopolskim rejestrze zabytków. W 1983 w budynku urządzono Muzeum Regionalne im. Wojciechy Dutkiewicz. Mieszczą się w nim również siedziby organizacji lokalnych. 
Na ratuszu umieszczono tablicę upamiętniającą 700-lecie miasta. Umieszczone w bruku w 2007 elementy z kostki granitowej przed głównym wejściem do ratusza przedstawiają herb Rogoźna.